# Szlak Jabłkowy
Szlak Jabłkowy w Największym Sadzie Europy – polski produkt turystyczny, samochodowy szlak turystyczny zlokalizowany na południowym Mazowszu, w rejonie Grójca, Warki i Góry Kalwarii.
Motywem przewodnim szlaku są tradycje sadownicze regionu grójeckiego. Szlak powstał w 2017 z inicjatywy grupy lokalnych społeczników i Stowarzyszenia W.A.R.K.A. jako Warecki Szlak Jabłkowy. Pierwotnie funkcjonował tylko na terenie gminy Warka, a od 2020 prowadzi po atrakcjach całego powiatu grójeckiego.
Sady jabłkowe założyła w regionie grójeckim i wareckim królowa Bona (XVI wiek). W późniejszych wiekach sztuka upraw jabłoni prężnie się tutaj rozwijała, a znaczący skok nastąpił w XIX wieku. W 1918 powstała pierwsza przechowalnia owoców w Podgórzycach. Rozwój sadów wspierał prof. Szczepan Pieniążek (jego wychowanek, Eligiusz Gajewski założył w Nowej Wsi Zakład Doświadczalny Instytutu Sadownictwa i Kwiaciarstwa). Obecnie lokalne gospodarstwa sadownicze są jednymi z najnowocześniejszych w Polsce. Region grójecki nazywany jest marketingowo Największym Sadem Europy. Pochodzi stąd około 40% krajowej produkcji jabłek (w tym z Chronionym Oznaczeniem Geograficznym „Jabłko grójeckie”). Sadownictwu sprzyjają żyzne gleby, korzystne dla jabłoni warunki klimatyczne, a także wielowiekowe doświadczenie rolników.
Trasa szlaku prowadzi m.in. przez Warkę, Jasieniec, Belsk Duży, Błędów i Grójec. Zrzesza producentów jabłek, przetworów i innych produktów kulinarnych, a także zakłady gastronomiczne i gospodarstwa agroturystyczne.

## Galeria

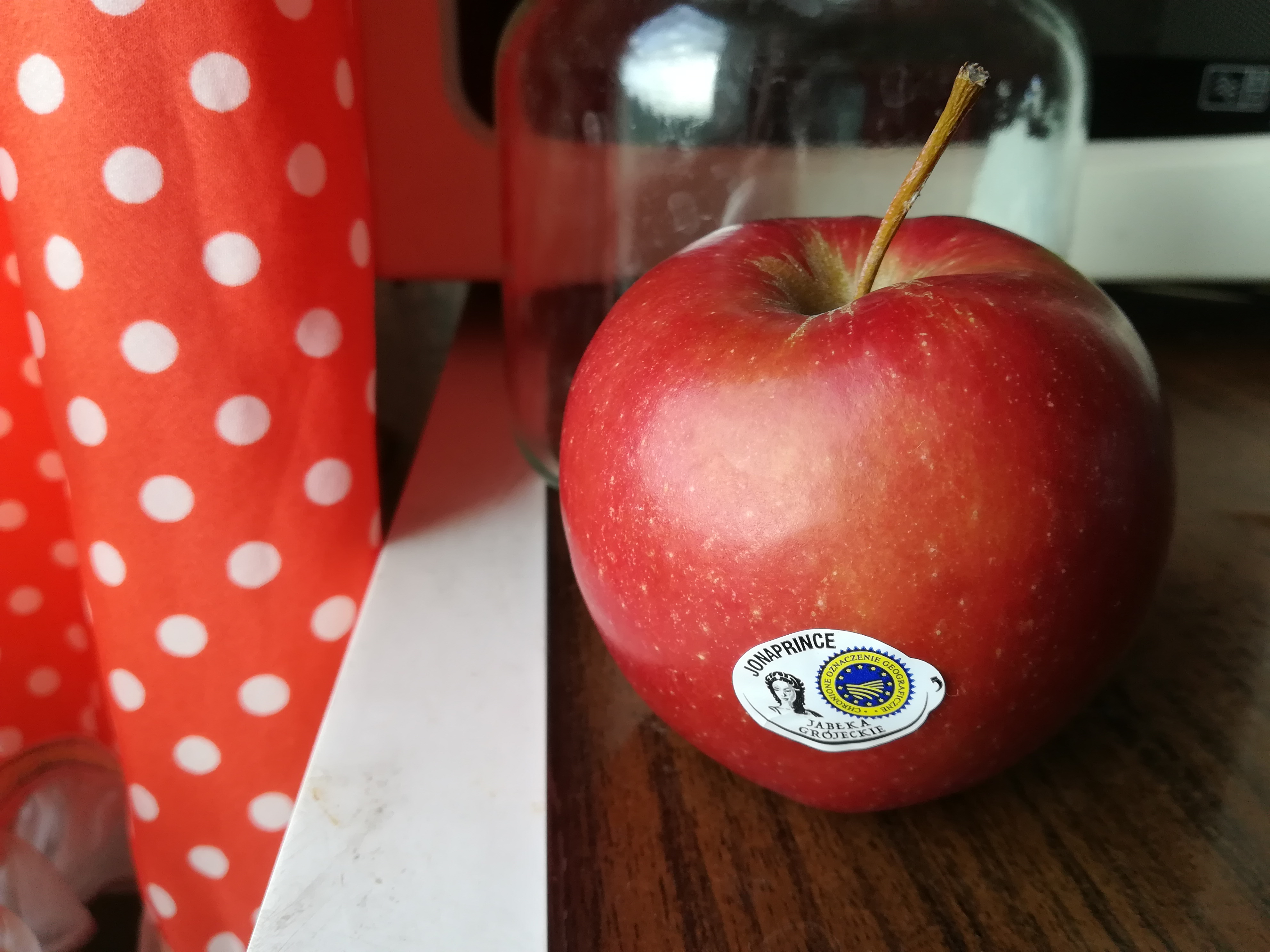
Jabłko grójeckie
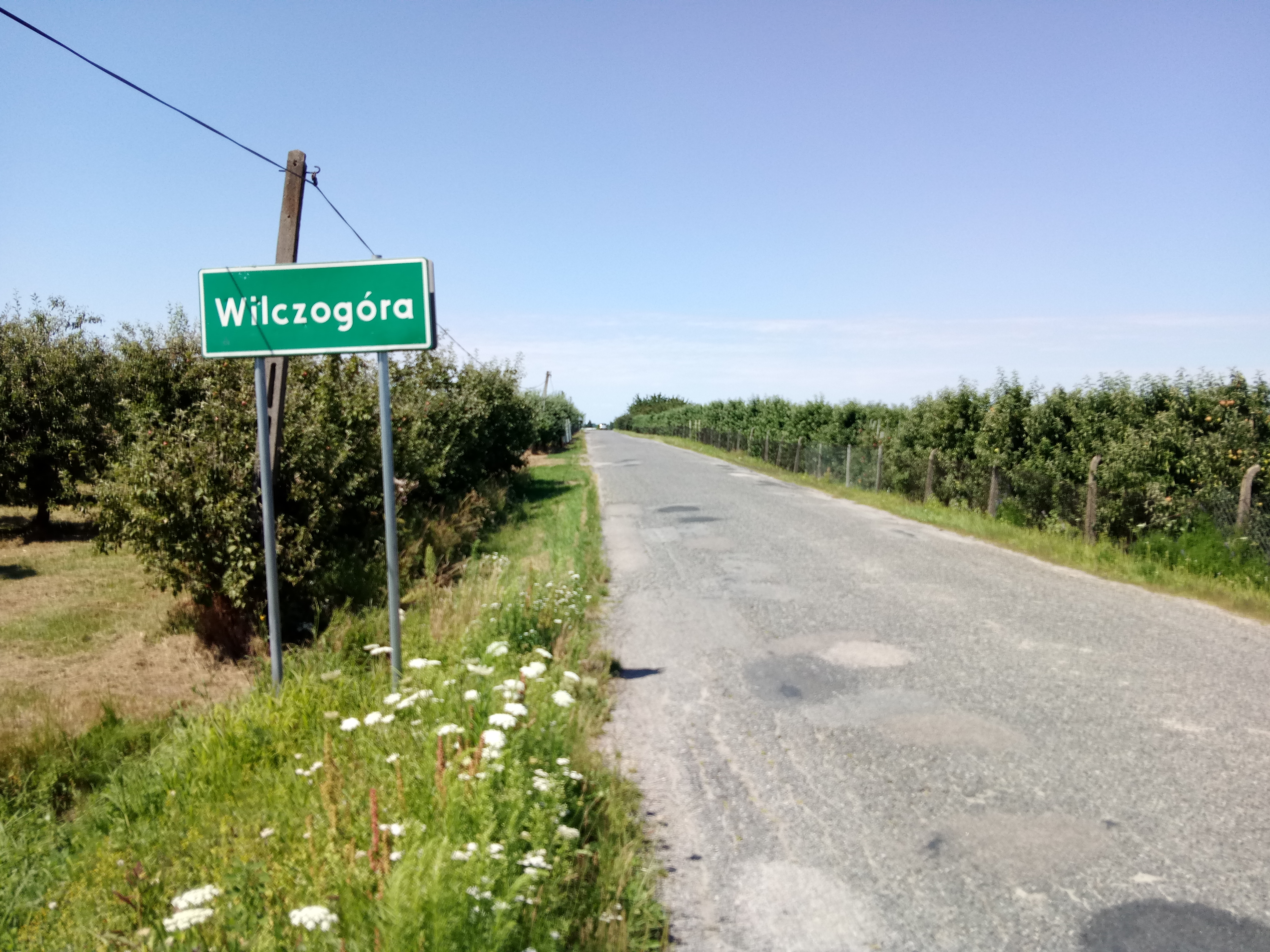
Sady w Wilczogórze
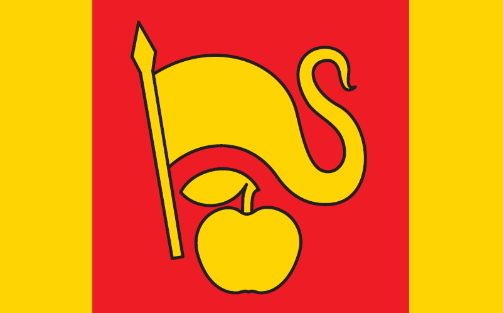
Jabłko na fladze gminy Belsk Duży